# Paul Adam
Paul Auguste Marie Adam (7 de diciembre de 1862, París-1 de enero de 1920) fue un novelista y crítico de arte francés. 

## Biografía
Adam escribió una serie de novelas históricas ambientadas en el período de las Guerras Napoleónicas y los años posteriores; el primer libro de la serie, La Force, fue publicado por primera vez en el año 1899. Junto con Jean Moréas, coescribió Les Demoiselles Goubert, novela que marcó la transición entre el naturalismo y el simbolismo en la literatura francesa. Su novela Stephanie, publicada en 1913, sostenía una posición a favor de los matrimonios arreglados, opuesta a los que apoyaban las uniones basadas en el amor romántico.   
Su obra ha sido comparada con la de Paul Carson, Robin Cook y Len Deighton.

## Obras
- Chair molle, A. Brancart, Bruxelles, 1885.
- Soi, Tresse et Stock, París, 1886.
- Les Demoiselles Goubert, Mœurs de Paris (con Jean Moréas), Tresse et Stock, París, 1886.
- Le Thé chez Miranda (con Jean Moréas), Tresse et Stock, París, 1886.
- La glèbe, Tresse et Stock, París, 1887.
- Les Volontés merveilleuses : Être, Librairie illustrée, París, 1888.
- Les Volontés merveilleuses : L'essence de soleil, Tresse et Stock, París, 1890.
- Les Volontés merveilleuses : en décor, 1890.
- L'Époque : Le Vice filial, E. Kolb, París, 1891.
- L'Époque : Robes rouges, E. Kolb, París, 1891.
- L'Époque : Les Cœurs utiles, E. Kolb, París, 1892.
- L'Automne : drame en trois actes, E. Kolb, París, 1893.
- Le Conte futur, Librairie de l'Art indépendant, París, 1893.
- Critique des mœurs, E. Kolb, París, 1893.
- Les Images sentimentales, P. Ollendorff, París, 1893.
- Princesses byzantines, Firmin-Didot, París, 1893.
- La Parade amoureuse, P. Ollendorff, París, 1894.
- Le Mystère des foules, P. Ollendorff, París, 1895.
- Les Cœurs nouveaux, P. Ollendorff, París, 1896.
- La Force du mal, A. Colin, París, 1896.
- Le Temps et la Vie, compuesta por:
  - La Force, P. Ollendorff, París, 1899.
  - L'Enfant d'Austerlitz, P. Ollendorff, París, 1901.
  - Basile et Sophia, Société d'éditions littéraires et artistiques, Paris, 1901.
  - La Ruse, 1827-1828, P. Ollendorff, París, 1903.
  - Au soleil de juillet, 1829-1830, P. Ollendorff, París, 1903.
- Lettres de Malaisie, La Revue Blanche, París, 1898.
- Le Serpent noir, P. Ollendorff, París, 1905.
- Vues d'Amérique, P. Ollendorff, París, 1906.
- La Morale des Sports, la Librairie mondiale, París, 1907.
- Le Malaise du monde latin, 1910.
- Le Trust, A. Fayard, París, 1910.
- Contre l’Aigle, H. Falque, París, 1910.
- Le Lion d'Arras, E. Flammarion, 1919